# Поленов, Константин Павлович
Константи́н Па́влович Поле́нов (25 июля [6 августа] 1835, Кинешемский уезд, Костромская губерния — 13 [26] января 1908, Екатеринбург, Пермская губерния) — русский металлург и изобретатель, автор «волшебного фонаря», мелодрома, фотометра для резки рельсов.

## Биография
Происходил из дворян Костромской губернии; его прадед Иван Матвеевич был отставным прапорщиком, дед Пётр Иванович — капитаном артиллерии в отставке, отец Павел Петрович — губернский секретарь. Поленовы владели несколькими деревнями в Любимском уезде Ярославской губернии и Кинешемском уезде Костромской губернии. Константин Поленов родился 25 июля (6 августа) 1835 года в усадьбе Павловское Кинешемского уезда Костромской губернии. В семье были ещё старшие дети: Анна (род. 1826), Михаил (род. 1830), Геннадий (род. 1833; умер младенцем) и младшая Варвара (род. 1839).
Окончил Костромскую мужскую гимназию с отличием и физико-математический факультет Императорского Московского университета (1856) с большой золотой медалью. Он собирался серьёзно заниматься астрономией и чтобы работать в Пулковской обсерватории в 1858 году (с занесением «на золотую доску») окончил геодезическое отделение Николаевской академии Генерального штаба в Петербурге. Но в конце 1859 года, по семейным обстоятельствам, он был вынужден принять предложение П. П. Демидова занять место преподавателя механики в Выйском техническом училище в Нижнем Тагиле. Встреча с управляющим Нижнетагильским горным округом Демидовых В. К. Рашетом круто изменила его жизнь. Вскоре Поленову было предложено место управителя на Висимо-Шайтанском заводе; здесь он познакомился с семьёй местного священника, Наркиса Матвеевича Мамина, в которой рос будущий писатель.
С 1864 года К. П. Поленов был назначен управителем Нижне-Салдинского завода, где проработал 38 лет. В том же 1864 году он предложил и осуществил производство упрочнённых железных рельсов. «Два руководящих принципа были положены им в основу управления заводом: добросовестное исполнение долга и огромное уважение к труду».
В 1875—1876 годах он разработал и внедрил способ бессемерования малокремнистых чугунов с предварительным подогревом их в отражательной печи (т. н. «русское бессемерование»). Впервые в России он применил кауперовские воздухо-нагревательные аппараты (1882) и точную резку горячих рельсов по фотометру. К. П. Поленов был убеждён, что изобретения (и знания вообще) не составляют собственности изобретателя, но принадлежат всему человечеству; он не дела профессиональной тайны из постановки заводского дела и никому не отказывал в самых подробных объяснениях. Одним из учеников его был В. Е. Грум-Гржимайло. По настоянию Поленова в 1880 году в Салде было открыто первое в Пермской губернии двухклассное училище для детей рабочих. В вернем этаже его квартиры было выделено большое помещение для показа любительских спектаклей. По его инициативе при Нижне-Салдинском заводе было основано ссудо-сберегательное товарищество, развивалось хлебопашество.

Он много работал над практическим применением электричества. Задолго до Яблочкова он придумал электрическое освещение, и на Салдинской конторе ещё в 70-х годах по вечерам зажигался электрический фонарь, когда их не было ни в одном из европейских городов. Своё электрическое освещение <он> применил для волшебного фонаря и получил, благодаря этому, возможность пользоваться непрозрачными картинами, совершенно одинаково с прозрачными. Много лет работал К. П. Поленов над применением электричества к музыкальным инструментам, и изобретённый им прибор мелодром даёт возможность каждому, с помощью особых нот, играть на фисгармонии, без всякого предварительного обучения … он не переставал совершенствовать его до конца жизни. Уже будучи в Екатеринбурге, он придумал приспособление для пользования током от электрической станции, вместо гальванической батареи, которую он применял в Салде.

Много лет Поленов был гласным Верхотурского земства, несколько раз избирался губернским гласным. Три года он был председателем Верхотурского уездного собрания, много раз избирался почётным мировым судьёй.
12 января 1908 года вместе с племянником Дмитрия Мамина-Сибиряка гимназистом Борисом Удинцевым разбирал в помощь последнему математические задачи. В ночь с 12 на 13 января 1908 года умер от паралича сердца в Екатеринбурге, где жил последние пять лет после оставления службы. До последнего дня он оставался «убеждённым рационалистом и позитивистом, врагом всякого рода теологии, метафизики и мистики». Похоронен в Екатеринбурге, в ограде Ново-Тихвинского женского монастыря.
Семья
- Сын Борис Константинович Поленов (1859—1923).

## Уральская экспедиция
6 июля 1899 года уральская экспедиция под руководством Д. И. Менделеева посещала Нижне-Салдинский завод, пояснения в ходе осмотра проводил лично управитель завода Константин Павлович.

## Мелодром
Мелодром — прибор, который давал возможность каждому, с помощью особых нот, играть на фисгармонии, без всякого предварительного обучения, источником энергии выступала гальваническая батарея. Константин Павлович не переставал его усовершенствовать до конца жизни.

## Волшебный фонарь

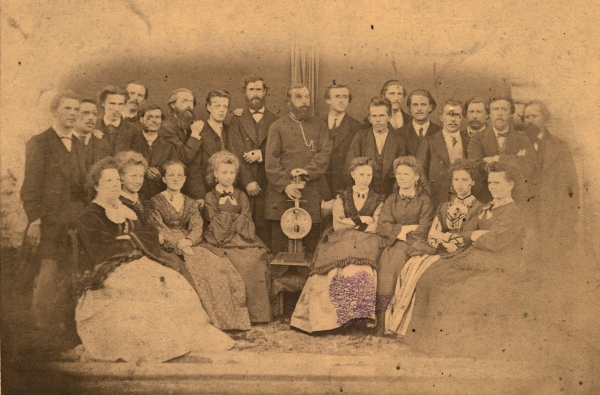
«Волшебный фонарь», 1878 год

«Волшебный фонарь» Поленова — это эпидиаскоп, мощный источник яркого освещения для проекции на стену прозрачных картин, источником энергии выступает гальваническая батарея. По сохранившейся фотографии заслуженный деятель науки и техники РФ Виктор Копылов сделал предположение об устройстве «волшебного фонаря»: «на двухстоечном постаменте, закреплённый шурупами сферический рефлектор с верхним и нижним овальными отверстиями, размещены два электрода в фокусе рефлектора. Верхний — толстый, графитовый электрод, а нижний — тонкий, металлический. Отверстия в рефлекторе позволяют свободно перемещать червячные втулки электродов навстречу друг другу для возбуждения вольтовой дуги и восстановления зазора по мере сгорания графита. Держатели электродов — втулки с винтовой нарезкой внутри, надеваются на вертикальный деревянный винт. Резьба винта разделена на две половины: с левой и правой навивкой. Таким образом, при вращении винта держатели электродов могут двигаться навстречу друг другу. Фонарь прожекторного типа позволял создавать мощный направленный поток света, что увеличивало яркость лампы. На фотографии Поленов держит рукоятку винта в своей руке. Для другой руки был предназначен держатель с внутренней винтовкой нарезкой».